# Tallink City Hotel
Tallink City Hotel est un hôtel situé dans l’arrondissement Kesklinn à Tallinn, en Estonie.

## Présentation
Le Tallink City Hotel est situé dans le centre-ville de Tallinn, en face du centre commercial Viru Keskus et de la gare routière de Viru Keskus (et).
L'hôtel appartient au groupe Tallink et a ouvert ses portes en 2004 après une rénovation complète.
Cet hôtel est l'un des quatre hôtels gérés par Tallink à Tallinn.
le Tallink City Hôtel a été rénové de septembre 2020 a juin 2021.
L'établissement compte désormais 324 chambres.

## Histoire
Le bâtiment de dix étages a été érigé à l'origine par le ministère des Services de la République socialiste soviétique d'Estonie sous le nom de Teenindusmaja. 
L'édifice a été conçu par Maimu Kaarnaväli et sa construction s'est achevée en 1974-1975. 
Il contenait de l'espace pour divers types de services, menés sous les auspices de l'État. 
C'était l'endroit de la ville et de la campagne où le meilleur service était disponible dans des domaines tels que l'habillement et la coiffure pour femmes, y compris un salon de couture pour femmes et un salon de beauté. Il y avait aussi une laverie, un studio photo et le plus grand magasin de chapeaux pour dames de la ville, ainsi que des cabinets médicaux et de dentiste.

## Galerie

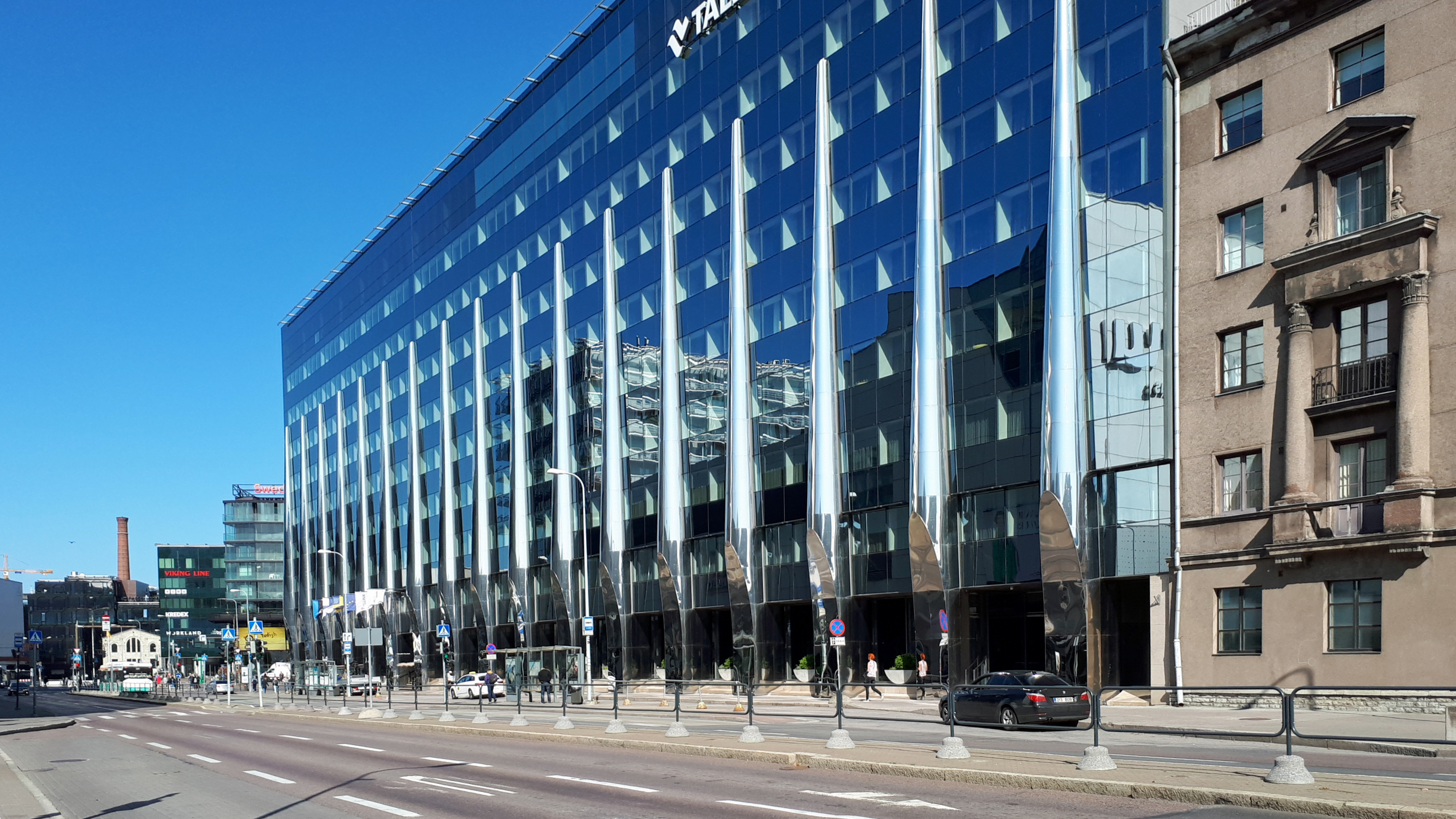
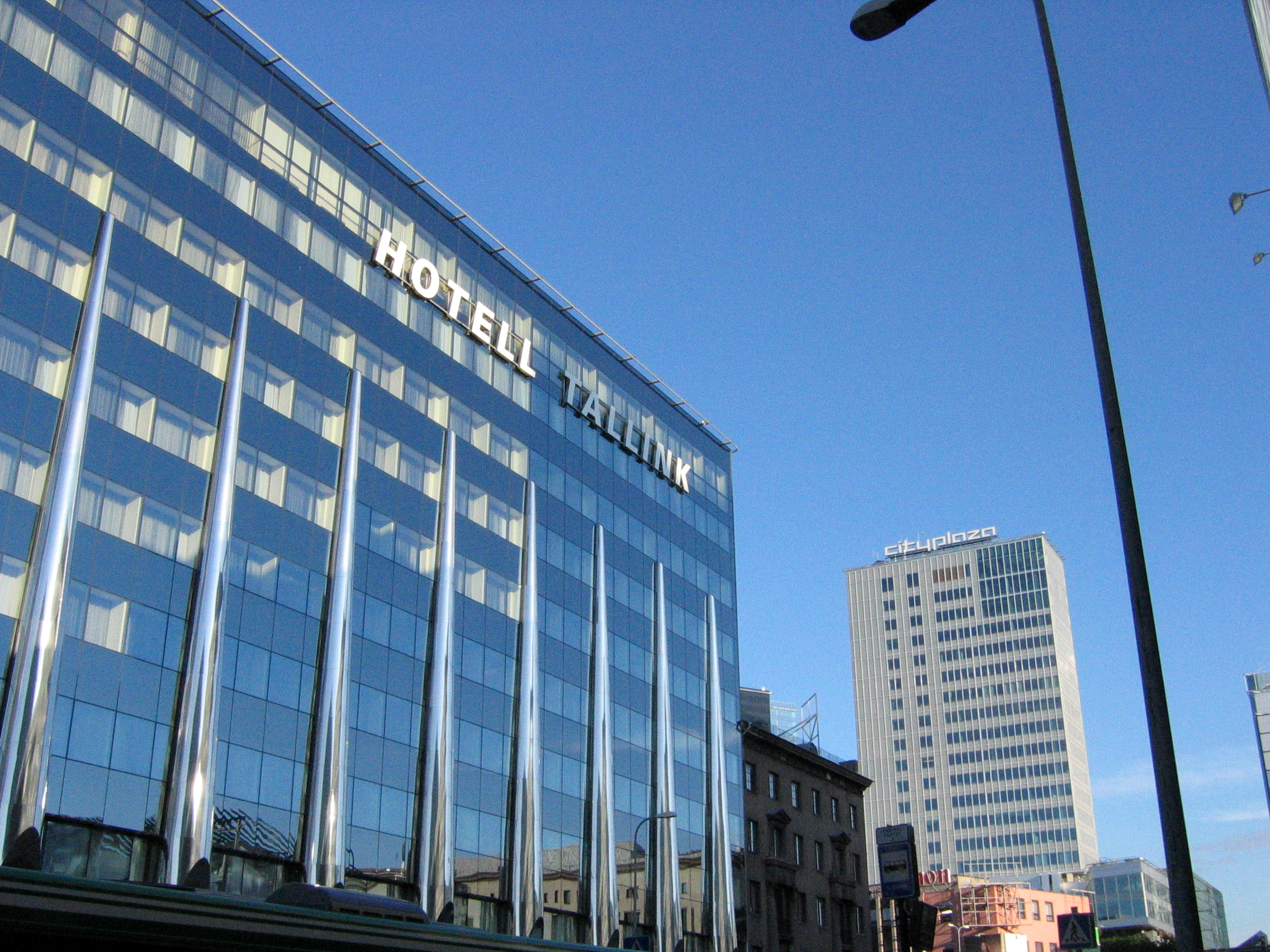
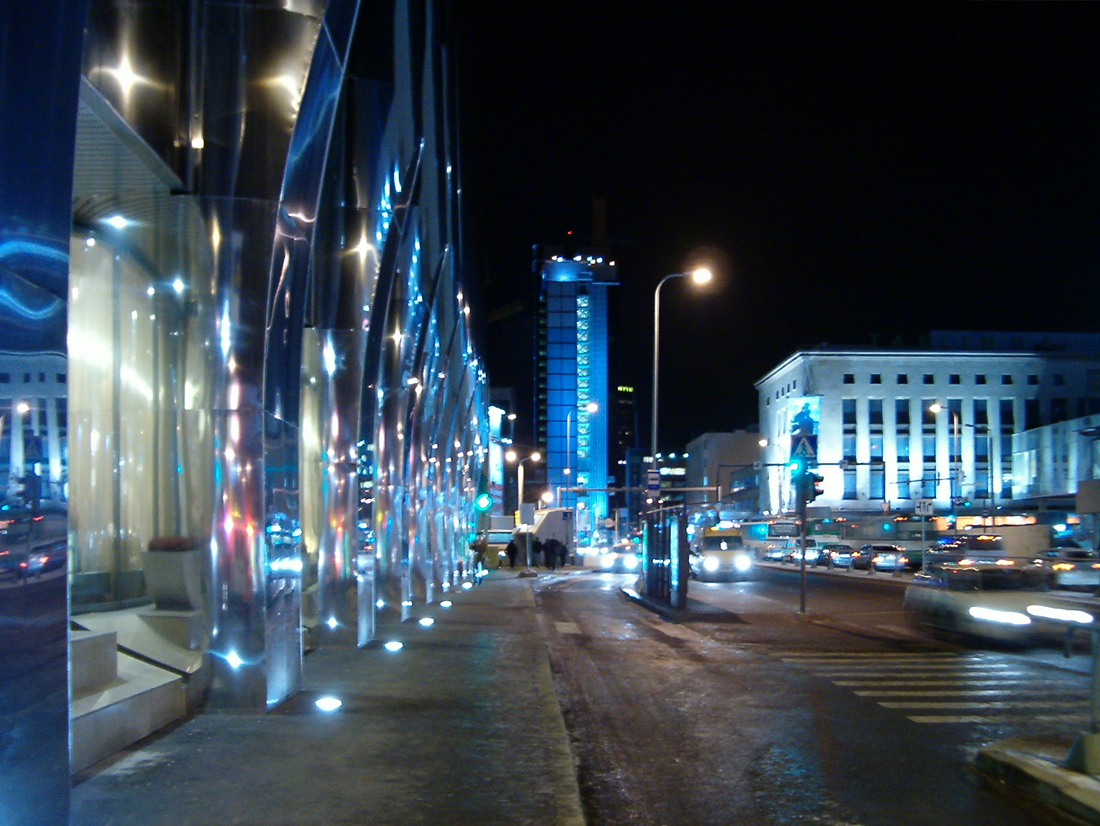
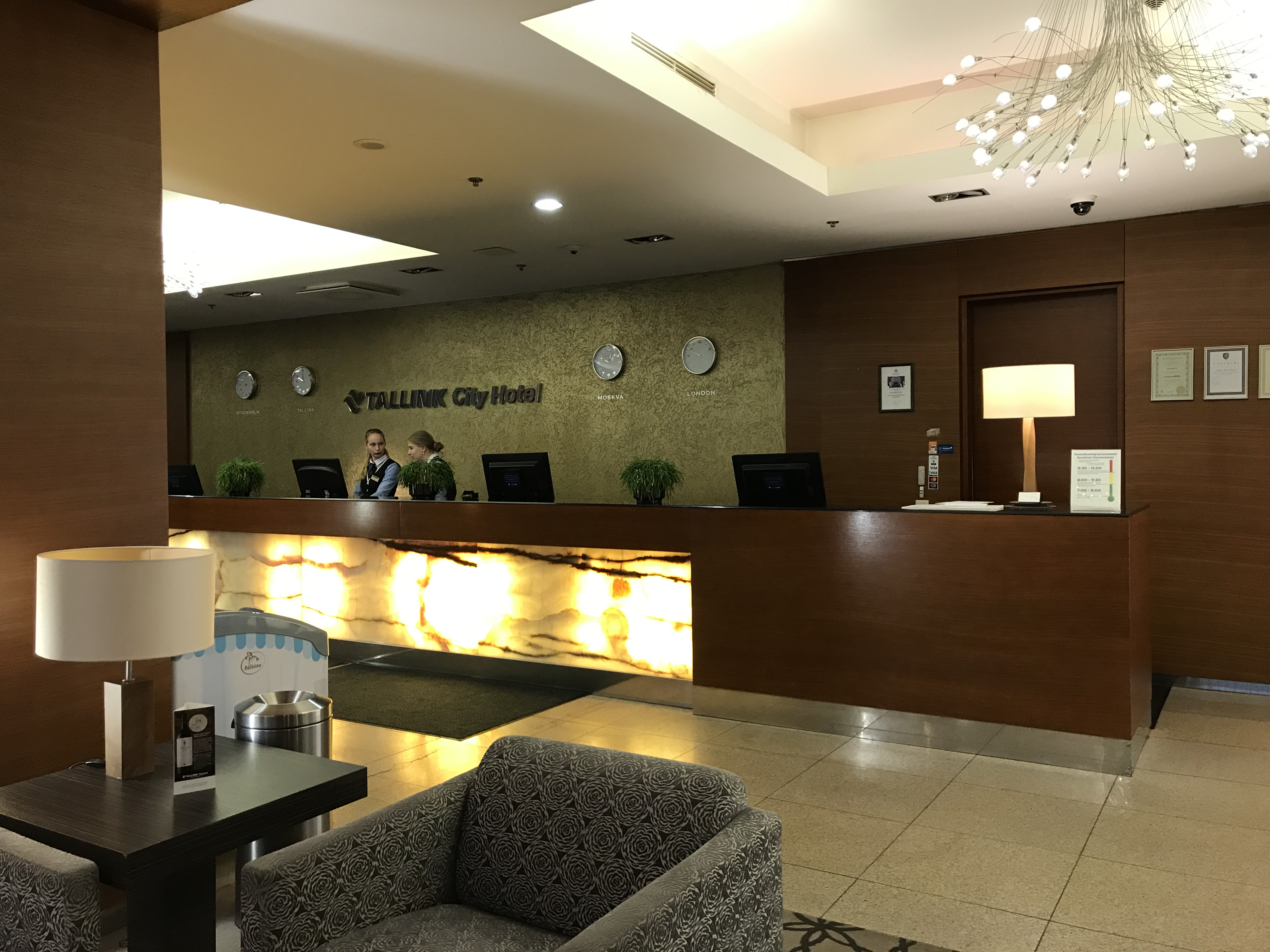
La réception.